# Brășleanița, Plevna
Brășleanița (în bulgară Бръшляница) este un sat în comuna Plevna, regiunea Plevna,  Bulgaria. 

## Demografie
Componența etnică a satului Brășleanița
     Bulgari (73,84%)
     Romi (3,75%)
     Turci (14,01%)
     Nicio identificare (8,38%)
La recensământul din 2011, populația satului Brășleanița era de 799 locuitori. Din punct de vedere etnic, majoritatea locuitorilor (73,84%) erau bulgari, existând și minorități de turci (14,01%) și romi (3,75%). Pentru 8,38% din locuitori nu este cunoscută apartenența etnică.